# Ole Gunnar Solskjær
Ole Gunnar Solskjær (Kristiansund, 26 de fevereiro de 1973) é um treinador e ex-futebolista norueguês que atuava como atacante. Atualmente comanda o Beşiktaş.
Quando jogador, passou a maior parte de sua carreira atuando pelo próprio United, clube onde se tornou ídolo. Solskjær (cuja pronúncia é "Súlcher")[carece de fontes?] era considerado um talismã dos Diabos Vermelhos: não era titular com frequência, sendo valorizado exatamente por ser um reserva dedicado e efetivo, chegando a ser apelidado de Supersub (super substituto)". Essa imagem foi reforçada especialmente após marcar o gol do título da Liga dos Campeões da UEFA de 1998–99 - ocasião em que protagonizou a famosa vitória de virada sobre o Bayern de Munique, na qual os britânicos marcaram seus dois gols após os acréscimos do segundo tempo. O rosto inofensivo do norueguês, em contraste com seu potencial letal no ataque, renderam-lhe da torcida inglesa outro apelido, o de Baby-faced assassin (assassino com cara de bebê).

## Carreira como jogador

### Clausenengen e Molde

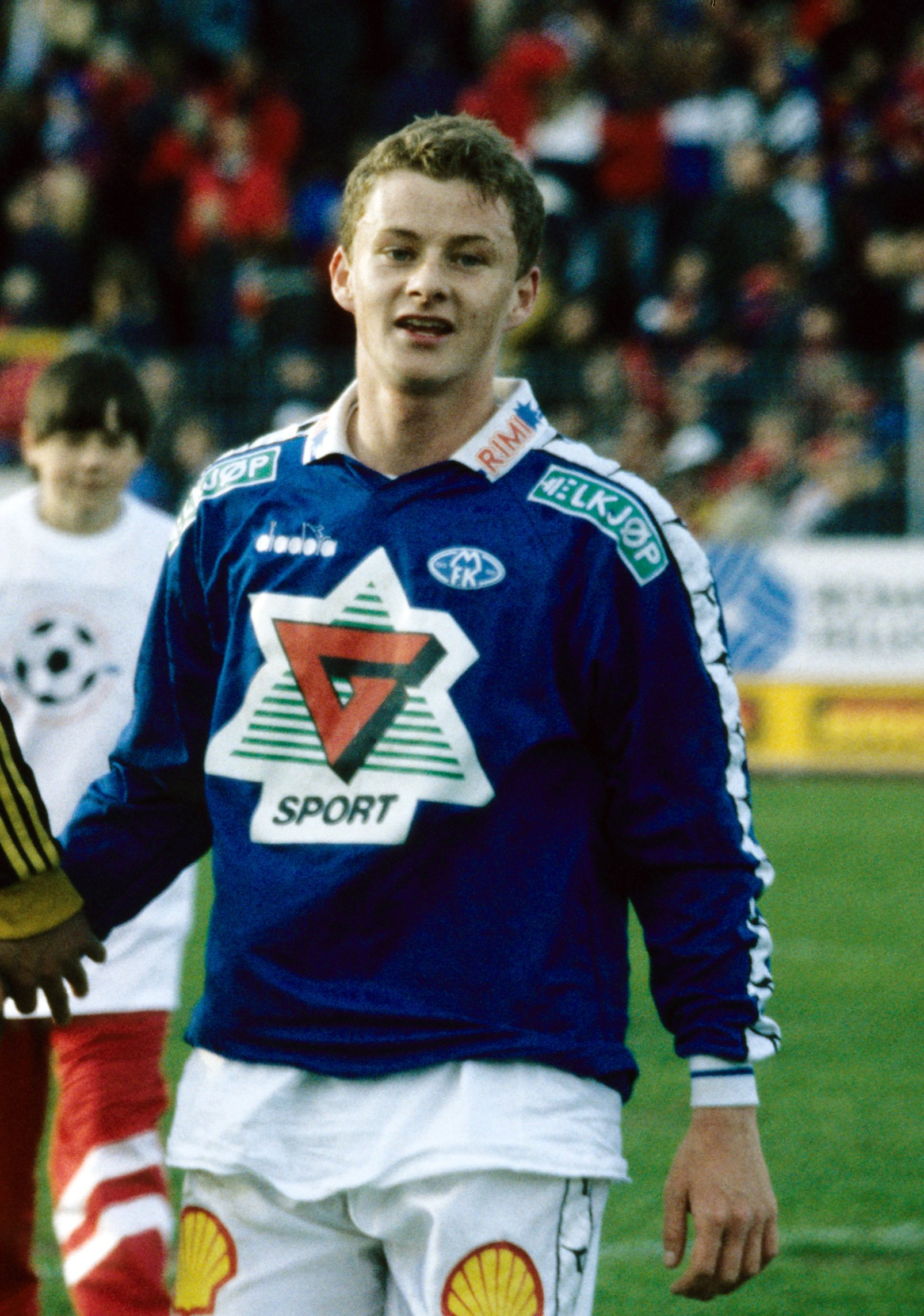
Solskjær pelo Molde em 1995

Solskjær iniciou sua carreira no pequeno Clausenengen, então na Terceira Divisão Norueguesa, onde permaneceu durante quatro temporadas. Após esses quatro anos, se transferiu para o Molde, clube da primeira divisão da Noruega. Em 1995, quando teve um bom desempenho, chamou a atenção dos dirigentes do Manchester United.

### Manchester United
Acabou sendo contratado pelo clube em 1996, por dois milhões e meio de euros, e rapidamente se adaptou, anotando dezoito gols em sua primeira temporada na Premier League, conquistando o título ao final da época. Na temporada 1998–99, marcou por duas vezes quatro gols numa partida da liga nacional, e entrou para a história do clube quando marcou o gol do título nos acréscimos na final da Liga dos Campeões da UEFA contra o Bayern de Munique.
Solskjær continuou a atingir feitos notáveis e conquistou o mais duas vezes o título nacional nos anos de 2001 e 2003, além da Copa da Inglaterra em 2004, mesmo parado por cinco meses, devido a uma lesão no joelho. Retornou na temporada 2005–06, após quase dois anos de ausência, tendo assinado um contrato que prevê futuras funções técnicas e de embaixador do clube de Manchester. Porém, penduraria as chuteiras ao fim da temporada 2006–07. O Manchester United pôde garantir ainda na antepenúltima rodada o título da Premier League. Assim, na última rodada, Solskjær foi homenageado com uma rara titularidade, na última partida que o clube faria em Old Trafford pelo campeonato naquela temporada, com Cristiano Ronaldo começando no banco para que o norueguês pudesse despedir-se festivamente da torcida – ainda haveria a final da Copa da Inglaterra, mas em Wembley (em Londres), no que seria sua última partida oficial.
No dia 28 de agosto de 2007, Solskjær anunciou sua retirada dos gramados aos 34 anos, devido às sucessivas contusões que o perseguiam desde 2004. Logo após o anúncio, vários vídeos começaram a circular pelo YouTube, com imagens marcantes de gols feitos durante toda a sua carreira, numa demonstração de carinho e respeito que os torcedores do United tem por ele.

## Seleção Nacional
Desde a sua estreia na Seleção Norueguesa, em 1995, contra a Jamaica, Solskjær participou das fases finais da Copa do Mundo FIFA de 1998, disputada na França e na Eurocopa 2000.[carece de fontes?] Ao todo anotou vinte e três gols em sessenta e quatro partidas. Inclusive, esteve em campo na partida que os noruegueses consideram a mais brilhante de toda a história de sua seleção: foi contra a Seleção Brasileira, na primeira fase da Copa do Mundo de 1998, quando venceram de virada por 2–1.
Após ficar um bom tempo sem ser chamado para a seleção de seu país, Solskjær foi convocado novamente no dia 16 de agosto de 2006, para um amistoso em Oslo, justamente contra o Brasil. Na partida, que terminou empatada em 1–1, ele foi substituído por Steffen Iversen no segundo tempo.

## Carreira como treinador

### Cardiff City
Foi anunciado como novo treinador do Cardiff City no dia 2 de janeiro de 2014.

### Manchester United
Em 19 de dezembro de 2018, após a demissão de José Mourinho, Solskjær assumiu interinamente o United. Quis o destino que sua estreia, três dias depois, fosse justamente contra o Cardiff, seu ex-clube. Na ocasião, o United realizou uma grande partida e goleou por 5–1, em jogo válido pela 18ª rodada da Premier League. Depois de levar o time a 14 vitórias em 19 partidas, em 28 de março de 2019 foi oficializado como treinador dos Diabos Vermelhos.
Contestado na temporada 2021–22 devido aos maus resultados, Solskjær foi demitido no dia 21 de novembro de 2021. Um dia antes, o United havia sido goleado por 4–1 pelo Watford.

## Estatísticas como treinador
Atualizadas até 20 de novembro de 2021
| Clube             | Início                 | Até                    | Estatísticas | Estatísticas | Estatísticas | Estatísticas | Estatísticas |
| Clube             | Início                 | Até                    | J            | V            | E            | D            | %            |
| ----------------- | ---------------------- | ---------------------- | ------------ | ------------ | ------------ | ------------ | ------------ |
| Molde             | 9 de novembro de 2010  | 2 de janeiro de 2014   | 123          | 68           | 24           | 31           | 61.79%       |
| Cardiff City      | 2 de janeiro de 2014   | 18 de setembro de 2014 | 30           | 9            | 5            | 16           | 35.55%       |
| Molde             | 21 de outubro de 2015  | 19 de dezembro de 2018 | 118          | 66           | 19           | 33           | 61.30%       |
| Manchester United | 19 de dezembro de 2018 | 21 de novembro de 2021 | 168          | 92           | 35           | 41           | 61.70%       |
| Total             | Total                  | Total                  | 439          | 235          | 83           | 121          | 59.83%       |

## Títulos

### Como jogador
Clausenengen
- Terceira Divisão: 1993

Manchester United
- Liga dos Campeões da UEFA: 1998–99
- Premier League: 1996–97, 1998–99, 1999–00, 2000–01, 2002–03 e 2006–07
- Copa da Inglaterra: 1998–99 e 2003–04
- Supercopa da Inglaterra: 1996, 1997, 2003 e 2007
- Copa da Liga Inglesa: 2005–06
- Copa Intercontinental: 1999

### Como treinador
Molde
- Eliteserien: 2011 e 2012
- Copa da Noruega: 2013